# Estación de Valdestillas
Valdestillas es una estación ferroviaria situada en el municipio español homónimo, en la provincia de Valladolid, comunidad autónoma de Castilla y León. Cuenta con servicios de Media Distancia operados por Renfe.

## Situación ferroviaria
La estación se encuentra en el punto kilométrico 230,328 de la línea férrea de ancho ibérico que une Madrid con Hendaya a 699,04 metros de altitud, entre las estaciones de Matapozuelos y Viana de Cega. El tramo es de vía doble y está electrificado.

## Historia
La estación fue inaugurada el 15 de septiembre de 1860 con la puesta en marcha del tramo Medina del Campo–Valladolid de la línea radial Madrid-Hendaya. Su explotación inicial quedó a cargo de la Compañía de los Caminos de Hierro del Norte de España quien mantuvo su titularidad hasta que en 1941 la red de ancho ibérico fue nacionalizada e integrada en la recién creada RENFE. Desde el ente Adif es el titular de las instalaciones ferroviarias.

## La estación
La estación se compone de un pequeño edificio para viajeros de dos pisos y planta rectangular. Su estructura de vías y andenes muestra el siguiente esquema: A-V-V-A-V-V con dos andenes y cuatro vías. La vía que da acceso al andén lateral se numera como vía 2 mientras que al andén central acceden las vías 1 y 3. El cambio de vía se realiza a nivel.
En las agujas de salida sentido Madrid hay un cambiador de ancho que no tiene uso en la actualidad y que conectaba con la línea de alta velocidad Madrid-Valladolid.

## Servicios ferroviarios

### Media Distancia
En la estación se prestan servicios de Media Distancia operados por Renfe, comercializados como MD, Regional Exprés y Proximidad, en los trayectos:
| Línea MD | Servicio        | Origen/Destino          | Paradas intermedias | Destino/Origen          |
| -------- | --------------- | ----------------------- | --- | ----------------------- |
| 14       | Proximidad      | Palencia                | Venta de Baños · Dueñas · Cubillas de Santa Marta · Corcos-Aguilarejo · Cabezón de Pisuerga · Valladolid-Universidad · Valladolid-Campo Grande · Viana de Cega · Valdestillas · Matapozuelos · Pozaldez                                                 | Medina del Campo        |
| 14       | Proximidad      | Medina del Campo        | Pozaldez · Matapozuelos · Valdestillas · Viana de Cega · Valladolid-Campo Grande · Valladolid-Universidad · Venta de Baños | Palencia                |
| 15       | Proximidad      | Medina del Campo        | Pozaldez · Matapozuelos · Valdestillas · Viana de Cega · Valladolid-Campo Grande | Valladolid-Universidad  |
| 15       | Proximidad      | Medina del Campo        | Pozaldez · Matapozuelos · Valdestillas · Viana de Cega | Valladolid-Campo Grande |
| 16       | MD              | Valladolid-Campo Grande | Viana de Cega · Valdestillas · Matapozuelos · Pozaldez · Medina del Campo · Arévalo · Ávila · Herradón-La Cañada · Navalperal · Las Navas del Marqués · Santa María de la Alameda-Peguerinos · Robledo de Chavela · Zarzalejo · El Escorial · Villalba  | Madrid-Príncipe Pío     |
| 16       | Regional Exprés | Ávila                   | Arévalo · Medina del Campo · Pozaldez · Matapozuelos · Valdestillas · Viana de Cega | Valladolid-Campo Grande |
| 16       | Regional Exprés | Ávila                   | Arévalo · Medina del Campo · Pozaldez · Matapozuelos · Valdestillas · Viana de Cega · Valladolid-Campo Grande | Valladolid-Universidad  |
| 18       | Regional Exprés | Valladolid-Campo Grande | Viana de Cega · Valdestillas · Matapozuelos · Pozaldez · Medina del Campo · Nava del Rey · Toro · Zamora · Carbajales de Alba · Ferreruela de Tábara · Abejera · Sarracín de Aliste · Cabañas de Aliste · Linarejos-Pedroso                             | Puebla de Sanabria      |
| 19       | MD              | Salamanca               | Moriscos · Gomecello · Pitiegua · El Pedroso de la Armuña · Cantalapiedra · Fresno el Viejo · El Carpio · Medina del Campo · Pozaldez · Matapozuelos · Valdestillas · Viana de Cega · Valladolid-Campo Grande · Valladolid-Universidad · Venta de Baños | Palencia                |
| 19       | MD              | Valladolid-Campo Grande | Viana de Cega · Valdestillas · Matapozuelos · Pozaldez · Medina del Campo · Salamanca | Salamanca-La Alamedilla |
| 19       | Regional Exprés | Salamanca               | Gomecello · Pitiegua · El Pedroso de la Armuña · Cantalapiedra · Fresno el Viejo · El Carpio · Campillo · Medina del Campo · Pozaldez · Matapozuelos · Valdestillas · Viana de Cega                                                                     | Valladolid-Campo Grande |
| 19       | Regional Exprés | Valladolid-Campo Grande | Viana de Cega · Valdestillas · Matapozuelos · Pozaldez · Medina del Campo · El Carpio · Fresno el Viejo · Cantalapiedra · El Pedroso de la Armuña · Pitiegua · Gomecello · Moriscos · Salamanca                                                         | Salamanca-La Alamedilla |
| 19       | Regional Exprés | Valladolid-Campo Grande | Viana de Cega · Valdestillas · Matapozuelos · Pozaldez · Medina del Campo · El Carpio · Fresno el Viejo · Cantalapiedra · Gomecello · Salamanca | Salamanca-La Alamedilla |